# Trichogramma savalense
Trichogramma savalense is een vliesvleugelig insect uit de familie Trichogrammatidae. De wetenschappelijke naam is voor het eerst geldig gepubliceerd in 1991 door Sorokina.